# Fairmount (Geòrgia)
Fairmount és una població dels Estats Units a l'estat de Geòrgia. Segons el cens del 2000 tenia 745 habitants.

## Demografia
Segons el cens del 2000, Fairmount tenia 745 habitants, 307 habitatges, i 220 famílies. La densitat de població era de 239,7 habitants/km².
Dels 307 habitatges en un 30% hi vivien nens de menys de 18 anys, en un 57,3% hi vivien parelles casades, en un 10,4% dones solteres, i en un 28,3% no eren unitats familiars. En el 26,1% dels habitatges hi vivien persones soles el 13,7% de les quals corresponia a persones de 65 anys o més que vivien soles. El nombre mitjà de persones vivint en cada habitatge era de 2,43 i el nombre mitjà de persones que vivien en cada família era de 2,91.
Per edats la població es repartia de la següent manera: un 23,2% tenia menys de 18 anys, un 9,1% entre 18 i 24, un 26,3% entre 25 i 44, un 26,7% de 45 a 60 i un 14,6% 65 anys o més.
L'edat mediana era de 39 anys. Per cada 100 dones de 18 o més anys hi havia 94,6 homes.
La renda mediana per habitatge era de 35.893 $ i la renda mediana per família de 40.568 $. Els homes tenien una renda mediana de 25.833 $ mentre que les dones 22.083 $. La renda per capita de la població era de 16.508 $. Entorn del 5,2% de les famílies i el 7,4% de la població estaven per davall del llindar de pobresa.

## Poblacions més properes
El següent diagrama mostra les poblacions més properes.